# Крокодилът Гена (2010)
Крокодил Гена (японски クロコダイル遺伝子 Tebur: сика, руски „Крокодил Гена“) е пълнометражен куклен анимационен филм, режисиран от Макото Накамура, в руската филмова версия (2010 г.), състоящ се от два части: „Чебурашка и циркът“ и "Съвети Шапокляк.
Това е версия на японския куклен сериал за Чебурашка от 2010 г., премонтиран специално за Русия под формата на пълнометражен филм, с някои разлики от японската версия. Японският сериал не беше показан в Русия поради несигурност на авторските права. Карикатурата беше пусната в руското разпространение на 5 юни 2014 г. , но разпространението беше спряно поради анулиране на сертификата за разпространение по искане на Союзмультфильм, както и поради несигурност с авторските права. Това решение беше оспорено и след подновяването на сертификата за разпространение  филмът беше пуснат на 6 ноември 2010 г.

## Сюжет
Карикатурата се състои от два части „Чебурашка и циркът“ и "Съвети Шапокляк.

### Крокодилът Гена
Крокодилът Гена работи в зоологическата градина като крокодил, според книгата той има партньор - крокодилът Валера, който замества Гена през ваканциите. Всяка вечер той се прибира в самотния си апартамент. Накрая му омръзва да играе шах сам със себе си и решава да си потърси приятел. Животни и хора отговарят на обявите му за приятелство, разлепени из града. Първо идва момичето Галя с бездомното кученце Тобик, а след нея неизвестният за науката звяр Чебурашка, открит в кутия с портокали. Гена и новите му приятели решават да построят „Къща на приятелите“. Въпреки това, недружелюбнат старица Шапокляк, известна в целия град с хулиганските си лудории, иска да изиграе зъл номер на приятелска компания. По-късно обаче тя се разкайва и заявява това на всички писмено, връчвайки на Чебурашка бележка „Няма да го правя повече. Шапокляк“. Междувременно „Къщата на приятелите“ е завършена и всички, които участват в изграждането ѝ, стават приятели. „Къщата“ е превърната в детска градина, в която Чебурашка започва да работи като играчка.

### Чебурашка и циркът
В първата част Чебурашка и Крокодилът Гена отиват в цирк и помогнете на момичето Маша да се представи добре на представление в цирка
Във втор

### Съвети Шапокляк
Във втората част стар магьосник идва в града, за да търси внучката си. Той моли Крокодила Гена и Чебурашка да я намерят и те приемат съвет къде да я намерят от Шапокляк, който им дава съвет

## В ролите
- Чебурашка Лариса Брохман Олга Шорохова някои редове на Нозоми Охаши
- Крокодил Гена Владимир Ферапонтов Хироши Цучида
- Шапокляк Дмитрий Филимонов Тьо
- Маша Олга Зверева Кий Китано
- Магьосникът Александър Пожаров Шунджи Фуджимура
- Лев Чандр Александър Груздев
- Галя Олга Шорохова
- Учител Антон Колесников

## Надписи и сцена след надписи
Заглавията са показани на английски, като посочват целия филмов екип, римейк на песента „Синя карета“ и показват фотографии от Чебурашки и циркъта и Съветов Шапокляк. След надписите се показват вечерният град и събитията по време и след залез слънце.